# Gran Premio del Cine Brasileño a la Mejor actriz
El Gran Premio del Cine Brasileño a la Mejor Actriz es un premio otorgado por la Academia Brasileña de Cine en honor a las actrices que trabajan en la industria y son consideradas la mejor actriz protagónica del año. Las ganadoras son elegidas por actores y actrices miembros de la Academia. 
Los años de premiación corresponde al año de realización de la ceremonia, aunque las películas premiadas sean lanzadas durante el año anterior. 
En la fase para elegir a la ganadora, las interpretaciones más destacadas son elegidas por el consejo de la academia, por medio de una contraseña para el voto electrónico. En la etapa de nominación y premiación, el voto es secreto. Y es auditado por la firma PwC. 
- Roberta Rodrigues es la actriz más joven en ser nominada, con 20 años por la película Ciudad de Dios. Por su parte Alice Braga es la actriz más joven en ser galardonada, con 23 años por la película Cidade baixa. Mientras que Fernanda Montenegro es la más longeva en ser nominada y premiada, con 78 años por la película O outro lado da rua.

- Las actrices más nominadas son Dira Paes y Glória Pires, ambas con 7 nominaciones. Mientras que Leandra Leal y Glória Pires son las más premiadas, ambas con 2 galardones.

## Introducción

### Nominaciones y múltiples premiadas
Actrices más premiadas
- 2 premios: Regina Casé, Leandra Leal, Glória Pires.

Actrices más nominadas
- 9 nominaciones: Dira Paes.
- 7 nominaciones: Glória Pires.
- 6 nominaciones: Andrea Beltrão.
- 5 nominaciones: Leandra Leal.
- 4 nominaciones: Débora Falabella, Fernanda Montenegro.
- 3 nominaciones: Alice Braga, Marcélia Cartaxo, Adriana Esteves, Hermila Guedes, Júlia Lemmertz, Marieta Severo, Simone Spoladore.
- 2 nominaciones: Regina Casé, Leona Cavalli, Sophie Charlotte, Marjorie Estiano, Andreia Horta, Myriam Muniz, Deborah Secco.

## Ganadoras y nominadas

### Década de 2020
| Edición          | Actriz                      | Película        | Papel |
| ---------------- | --------------------------- | --------------- | ----- |
| 2022             |                             |                 |       |
| Dira Paes        | Veneza                      | Rita            |       |
| Adriana Esteves  | Marighella                  | Clara Charf     |       |
| Débora Falabella | Depois a Louca Sou Eu       | Dani            |       |
| Andreia Horta    | O jardim secreto de Mariana | Mariana Reis    |       |
| Marieta Severo   | Noites de alface            | Ada             |       |
| 2021             |                             |                 |       |
| Marcélia Cartaxo | Pacarrete                   | Pacarrete       |       |
| Andrea Beltrão   | Verlust                     | Frederica       |       |
| Regina Casé      | Três Verões                 | Madá dos Santos |       |
| Lorena Comparato | Boca de Ouro                | Celeste         |       |
| Malu Mader       | Boca de Ouro                | Guigui          |       |
| 2020             |                             |                 |       |
| Andrea Beltrão   | Hebe: A Estela do Brasil    | Hebe Camargo    |       |
| Bárbara Colen    | Bacurau                     | Tereza          |       |
| Carol Duarte     | A Vida Invisível            | Eurídice Gusmão |       |
| Dira Paes        | Divino Amor                 | Joana Lima      |       |
| Julia Stockler   | A Vida Invisível            | Guida Gusmão    |       |

### Década de 2010
| Edición             | Actriz                        | Película                           | Papel |
| ------------------- | ----------------------------- | ---------------------------------- | ----- |
| 2019                |                               |                                    |       |
| Karine Teles        | Siempre juntos                | Irene                              |       |
| Adriana Esteves     | Canastra Suja                 | Maria dos Santos                   |       |
| Marjorie Estiano    | As Boas Maneiras              | Ana                                |       |
| Débora Falabella    | O Beijo no Asfalto            | Selminha                           |       |
| Grace Passô         | Plaza París                   | Glória                             |       |
| 2018                |                               |                                    |       |
| Maria Ribeiro       | Como Nossos Pais              | Rosa Fabri Vasconcellos            |       |
| Carol Abras         | Gabriel y la montaña          | Cristina Reis                      |       |
| Marjorie Estiano    | Entre Irmãs                   | Emília dos Santos                  |       |
| Carolina Ferraz     | A Glória e a Graça            | Glória                             |       |
| Leandra Leal        | Bingo: O Rei das Manhãs       | Lúcia                              |       |
| Dira Paes           | Redemoinho                    | Toninha                            |       |
| 2017                |                               |                                    |       |
| Andreia Horta       | Elis                          | Elis Regina                        |       |
| Sônia Braga         | Aquarius                      | Clara Amorim de Melo               |       |
| Sophie Charlotte    | Reza a Lenda                  | Severina                           |       |
| Adriana Esteves     | Mundo Cão                     | Dilza                              |       |
| Júlia Lemmertz      | Pequeno Segredo               | Heloísa Schürmann                  |       |
| Glória Pires        | Nise: El corazón de la locura | Nise da Silveira                   |       |
| 2016                |                               |                                    |       |
| Regina Casé         | Que Horas Ela Volta?          | Val Ferreira                       |       |
| Andréa Beltrão      | Chatô - O Rei do Brasil       | Vivi Sampaio                       |       |
| Alice Braga         | Muitos Homens Num Só          | Eva                                |       |
| Marcélia Cartaxo    | A História da Eternidade      | Querência                          |       |
| Fernanda Montenegro | Infância                      | Mocinha                            |       |
| Dira Paes           | Órfãos do El dorado           | Florita                            |       |
| 2015                |                               |                                    |       |
| Leandra Leal        | O Lobo Atrás da Porta         | Rosa Maria Correia                 |       |
| Bianca Comparato    | Irmã Dulce                    | Irmã Dulce "Dulcinha" Pontes       |       |
| Drica Moraes        | Getúlio                       | Alzira Vargas                      |       |
| Fabíula Nascimento  | O Lobo Atrás da Porta         | Sylvia                             |       |
| Deborah Secco       | Boa Sorte                     | Judite                             |       |
| 2014                |                               |                                    |       |
| Glória Pires        | Flores raras                  | Lota de Macedo Soares              |       |
| Sophie Charlotte    | Serra Pelada                  | Tereza                             |       |
| Leandra Leal        | Mato sem Cachorro             | Zoe Miranda                        |       |
| Fernanda Montenegro | El tiempo y el viento         | Bibiana Terra Cambará              |       |
| Ísis Valverde       | Faroeste Caboclo              | Maria Lúcia                        |       |
| 2013                |                               |                                    |       |
| Dira Paes           | À Beira do Caminho            | Rosa                               |       |
| Nanda Costa         | Febre do Rato                 | Eneida                             |       |
| Hermila Guedes      | Era uma vez eu, Verônica      | Verônica                           |       |
| Alessandra Negrini  | 2 Coelhos                     | Júlia                              |       |
| Simone Spoladore    | Sudoeste                      | Clarice                            |       |
| 2012                |                               |                                    |       |
| Deborah Secco       | Bruna Surfistinha             | Raquel Pacheco / Bruna Surfistinha |       |
| Débora Falabella    | Meu País                      | Manuela                            |       |
| Leandra Leal        | Estamos Juntos                | Carmem                             |       |
| Alinne Moraes       | O Homem do Futuro             | Helena                             |       |
| Simone Spoladore    | Elvis & Madonna               | Elvis                              |       |
| 2011                |                               |                                    |       |
| Glória Pires        | Lula, o filho do Brasil       | Eurídice Ferreira de Melo          |       |
| Alice Braga         | Cabeça a prêmio               | Elaine Menezes                     |       |
| Ingrid Guimarães    | De Pernas pro Ar              | Alice Segretto                     |       |
| Marieta Severo      | Quincas Berro D'Água          | Manuela                            |       |
| Christiane Torloni  | Chico Xavier                  | Glória Perez                       |       |
| 2010                |                               |                                    |       |
| Lília Cabral        | Divã                          | Mercedes Cunha Ribeiro             |       |
| Andréa Beltrão      | Verônica                      | Verônica                           |       |
| Débora Bloch        | À Deriva                      | Clarice                            |       |
| Glória Pires        | É Proibido Fumar              | Baby                               |       |
| Glória Pires        | Se Eu Fosse Você 2            | Maria Helena Medeiros / Cláudio    |       |

### Década de 2000
| Edición                   | Actriz                     | Película                      | Papel |
| ------------------------- | -------------------------- | ----------------------------- | ----- |
| 2009                      |                            |                               |       |
| Leandra Leal              | Nome Próprio               | Camila                        |       |
| Cláudia Abreu             | Os Desafinados             | Glória                        |       |
| Sandra Corveloni          | Linha de passe             | Cleuza                        |       |
| Darlene Glória            | Feliz Natal                | Mércia                        |       |
| Cássia Kis Magro          | Chega de Saudade           | Marici                        |       |
| 2007/08                   |                            |                               |       |
| Hermila Guedes            | O Céu de Suely             | Hermila / Suely               |       |
| Andréa Beltrão            | Jogo do Cena               | Andréa                        |       |
| Dira Paes                 | Baixio das Bestas          | Bela                          |       |
| Patrícia Pillar           | Zuzu Angel                 | Zuzu Angel                    |       |
| Carla Rivas               | A casa de Alice            | Alice                         |       |
| 2006                      |                            |                               |       |
| Alice Braga               | Cidade Baixa               | Karinna.                      |       |
| Zezeh Barbosa             | Bendito Fruto              | María.                        |       |
| Hermila Guedes            | Cinema, Aspirinas e Urubus | Jovelina                      |       |
| Fernanda Montenegro       | Casa de Areia              | Maria de Sá / Áurea de Sá     |       |
| Dira Paes                 | 2 Filhos de Francisco      | Helena Siqueira               |       |
| Glória Pires              | Se Eu Fosse Você           | Maria Helena Medeiros         |       |
| Zezé Polessa              | Achados e Perdidos         | Magali                        |       |
| Fernanda Torres           | Casa de Areia              | Áurea de Sá / Maria de Sá     |       |
| 2005                      |                            |                               |       |
| Fernanda Montenegro       | O Outro Lado da Rua        | Regina Bragança               |       |
| Leona Cavalli             | Contra Todos               | Cláudia                       |       |
| Camila Morgado            | Olga                       | Olga Benario                  |       |
| Myriam Muniz              | Nina                       | Eulália                       |       |
| Cléo Pires                | Benjamim                   | Ariela Masé / Castana Beatriz |       |
| 2004                      |                            |                               |       |
| Débora Falabella          | 2 Perdidos numa Noite Suja | Paco                          |       |
| Leona Cavalli             | Amarelo manga              | Lígia                         |       |
| Maria Luísa Mendonça      | Carandiru                  | Dalva                         |       |
| Dira Paes                 | Amarelo manga              | Kika                          |       |
| Simone Spoladore          | Desmundo                   | Oribela de Albuquerque        |       |
| 2003                      |                            |                               |       |
| Marcélia Cartaxo          | Madame Satã                | Laurita                       |       |
| Débora Duboc              | Latitude Zero              | Lena                          |       |
| Júlia Lemmertz            | As Três Marias             | Maria Francisca               |       |
| Roberta Rodrigues         | Ciudad de Dios             | Berenice                      |       |
| Marieta Severo            | As Três Marias             | Filomena Cappadocius          |       |
| 2002                      |                            |                               |       |
| Juliana Carneiro da Cunha | Lavoura Arcaica            | Mãe                           |       |
| Andréa Beltrão            | A Partilha                 | Regina da Costa               |       |
| Júlia Lemmertz            | Nélson Gonçalves           | Lourdinha Bittencourt         |       |
| Dira Paes                 | O Casamento de Louise      | Luzia                         |       |
| Glória Pires              | A Partilha                 | Selma da Costa                |       |